# Institut de recherche sur le cinéma et l'audiovisuel
L’Institut de recherche sur le cinéma et l'audiovisuel (IRCAV) est une unité de recherche de l'université Sorbonne Nouvelle.

## Présentation
Créé en 1988, l’IRCAV compte 11 professeurs des universités, 7 professeurs émérites, 17 maîtres de conférences, 2 maîtres de conférences honoraires, 1 maîtresse de conférences contractuelle et 2 maîtres de conférences associés. S’y ajoutent au 1er janvier 2020 : 2 ATER, 14 doctorants contractuels, plus de 80 doctorants, une quarantaine de docteurs et une cinquantaine de chercheurs associés titulaires dans d’autres établissements. L’IRCAV est membre fondateur du Labex ICCA Industries Culturelles et Création Artistique. Au 1er janvier 2020, le laboratoire est engagé dans un programme de recherche ANR.  
Sa tutelle est l’université Sorbonne Nouvelle - Paris 3 (EA 185).  
L'IRCAV est le fruit des contributions actives de tous ses membres, d'une capacité à travailler ensemble et à développer de nouveaux champs de recherche. Il se caractérise par la pluralité : pluralité des objets et pluralité des cadres disciplinaires mobilisés. Les approches transversales du cinéma et de l'audiovisuel et les démarches pluridisciplinaires y sont encouragées. Elles se traduisent par la contribution articulée de ces polarités à des programmes pluriannuels de recherche, des séminaires, des colloques et des publications,.
Il a été créé en 1988 par Roger Odin puis dirigé par Laurent Creton (2004-2015), Jean-Pierre Bertin-Maghit (2015-16), Guillaume Soulez (2016-2021) et depuis 2021 par Emmanuel Siety.
Il publie, depuis 1990, une revue à rayonnement national et international, Théorème, en Open Access depuis fin 2023.

## Axes de recherches
- Esthétique du cinéma, de l'audiovisuel et des images
- Histoire du cinéma et de l'audiovisuel
- Économie, sociologie et droit du cinéma et de l'audiovisuel
- Études culturelles et pragmatique du cinéma et de l'audiovisuel

## Directeurs
- Guillaume Soulez[Quand ?]
- Emmanuel Siety[Quand ?]

## Composition
- Laurence Allard[5],[6].[incompréhensible]